# Alonso de Molina

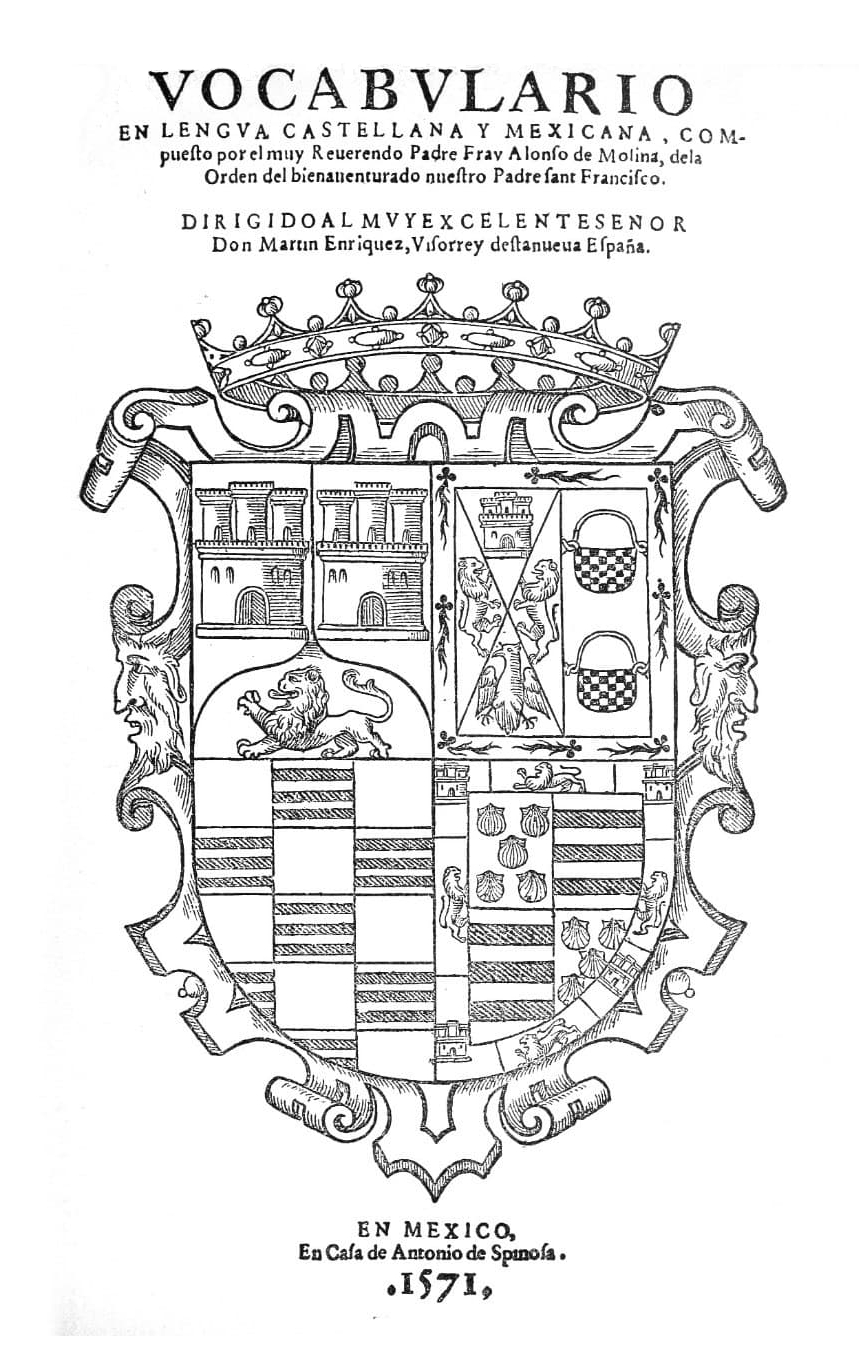
Primera pàgina del "Vocabulario en Lengua Castellana y Mexicana" (1555-1557), obra dAlonso de Molina.

Alonso de Molina, lexicògraf espanyol, fill d'immigrants a la Nova Espanya, va néixer a Extremadura. Nascut al 1513, viatjà a Nova Espanya tenint només amb 10 anys, immediatament després de la conquesta d'Hernán Cortés. Va construir el vocabulari més complet en mexicà, el qual va ser base de nous vocabularis i diccionaris moderns d'aquesta llengua.
A més de les seves responsabilitats com a sacerdot, Molina es va dedicar a l'estudi i escriptura del mexicà (conegut també com a nàhuatl). Va realitzar també nombrosos sermons en la llengua. Molina és conegut pels seus escrits que el van consagrar com un dels pioners en l'àrea de la lingüística.
El diccionari anomenat Vocabulari en Llengua Castellana i Mexicana, escrit entre 1555-1571 és considerat com la seva principal contribució. Més tard, el 1571, feria el Diccionari Castellà-Mexicà. Va ser el primer diccionari imprès en el nou món i el primer acostament sistemàtic a la llengua indígena. Va ser de molta utilitat per als missioners però també va ser una arma efectiva en la política virregnal. Aquest diccionari és la base del modern diccionari de F. Karttunen.